# Hisao Egawa
Hisao Egawa (江川 央生?, Egawa Hisao; Tokyo, 13 settembre 1962) è un doppiatore giapponese, affiliato con la Aoni Production. Fra i suoi ruoli principali Shin'ichi Maki in Slam Dunk, Geki Kuroiwa in Brave Command Dagwon, Geki Hyūma e Goldymarg in The King of Braves GaoGaiGar, Killer Bee in Naruto Shippuden e Falco Lombardi in Star Fox.

## Ruoli principali

### Anime
- Aria - The Animation (fratello di Akatsuki)
- Black Cat (Nizer Bruckheimer)
- Bleach (Shrieker)
- Bobobo-bo Bo-bobo (Killalino)
- Brave Command Dagwon (Geki Kuroiwa)
- Burst Angel (Eiji)
- Chaotic (Kaz)
- Chūka Ichiban! (Al)
- Digimon Adventure (Ogremon, Machinedramon)
- Dragon Ball Z (Spopovitch)
- Dragon Ball Kai (Piroshiki, Spopovitch, Bora)
- Dragon Ball Super (Pilina, Aniraza)
- Flame of Recca (Tsumemaru)
- Heat Guy J (Daki)
- InuYasha (Ginkotsu)
- Kaiba (Vanilla)
- Kekkaishi (Yoki)
- Keroro (Ukkii)
- Kirakira Pretty Cure À La Mode (Glaive)
- Kiteretsu Daihyakka (Nishimura, Danpu's chauffeur)
- Konjiki no Gash Bell!! (Dalmos)
- Mobile Suit Gundam 00 (Arthur Goodman)
- Naruto (Fukusuke Hikyakuya)
- Naruto Shippuden (Killer Bee)
- One Piece (Kuroobi, Corgy, Colt, John Giant)
- Overman King Gainer (Yassaba Ginn)
- Persona -trinity soul- (Kunio Itō)
- Pokémon (Don George, Construction supervisor)
- Sakura Wars (Rasetsu)
- Shining Tears X Wind (Jin-Crow)
- Shaman King (Mosuke)
- Shinzo (Eilis)
- Slam Dunk (Shin'ichi Maki)
- Slayers Try (Gravos Maunttop)
- Super Ladri (Salamander)
- That Time I Got Reincarnated as a Slime (Dorf)
- The King of Braves GaoGaiGar (Geki Hyūma, Goldymarg)
- The Law of Ueki (Sakura Suzuki)
- Transformers: Cybertron (Overhaul/Leobreaker)
- Un oceano di avventure (Sebachiarno)
- Viewtiful Joe (Alan Keys)
- Xenosaga: The Animation (Andrew)
- Yu-Gi-Oh! Duel Monsters (Yubel maschio)

### Film d'animazione
- Crayon Shin-chan - Arashi o yobu - Mōretsu! Otona teikoku no gyakushū (attore mostro)
- Crayon Shin-chan - Arashi o yobu - Appare! Sengoku dai kassen (generale di casa Haruhi)
- Crayon Shin-chan - Arashi o yobu - Eikō no Yakuniku Road (persona misteriosa)
- Crayon Shin-chan - Arashi o yobu! Yūhi no Kasukabe Boys (subordinato della giustizia)
- Dragon Ball Z: L'invasione di Neo Namek (namecciano)
- Dragon Ball Z: I tre Super Saiyan (C-14)
- Dragon Ball Z: La minaccia del demone malvagio (annunciatore, Bido)
- Dragon Ball Z: Sfida alla leggenda (abitante del villaggio)
- Dragon Ball Z: L'irriducibile bio-combattente (scienziato)
- Dragon Ball Z Gaiden: Saiyajin zetsumetsu keikaku (Godguardon, Kawas, mostro)
- Detective Conan: Solo nei suoi occhi (Toshiya Odagiri)
- Eiga Dokidoki! Pretty Cure - Mana kekkon!!? Mirai ni tsunagu kibō no dress (Purple Baggy)
- Meitantei Conan - Chinmoku no quarter (Takehiko Mutō)

### Videogiochi
- Battle Arena Toshinden URA (Wolf)
- Battle Arena Toshinden 3 (Balga)
- Binary Domain (Shindo)
- Castlevania: Portrait of Ruin (Brauner)
- Castlevania: Harmony of Despair (Brauner)
- Dead or Alive (Bayman)
- Double Dragon II: The Revenge (versione PC Engine) (Leader dei Shadow Warrior)
- Double Dragon (Cheng Fu, Duke)
- Dragon Ball Z: Budokai Tenkaichi 3 (Spopovitch)
- Dragon Ball: Raging Blast 2 (C-14)
- Dragon Ball Legends (C-14)
- Dragon Ball Z: Kakarot (Bora, Spopovitch)
- Dragon Ball: Sparking! Zero (Spopovitch, Aniraza)
- Dragoon Might (Kodama, Suiko, Jaoh, Dogma)
- Dynasty Warriors 4 (Cao Ren)
- Dynasty Warriors 5 (Cao Ren)
- Dynasty Warriors 6 (Cao Ren)
- Dynasty Warriors: Strikeforce (Cao Ren)
- Dynasty Warriors 7 (Cao Ren)
- Dynasty Warriors 8 (Cao Ren)
- Dynasty Warriors 9 (Cao Ren)
- Fate/EXTRA (Lancer/Vlad VIII)
- Fate/Grand Order (Lancer/Vlad VIII, Caster/Geronimo)
- Fist of the North Star: Ken's Rage 2 (Falco, Ohgai)
- Fullmetal Alchemist and the Broken Angel (Genz Bresslau)
- Gintama Rumble (Tokumori Saigo)
- Global Champion (Gonzales)
- Granblue Fantasy (Maddie)
- JoJo's Bizarre Adventure (Mohammed Abdul, ZZ)
- JoJo's Bizarre Adventure: Phantom Blood (Jack lo Squartatore)
- JoJo's Bizarre Adventure: All Star Battle (Purple Haze)
- JoJo's Bizarre Adventure: Eyes of Heaven (Purple Haze)
- Kessen II (Pang De)
- Langrisser (Soun)
- Langrisser II (Soun)
- Lost Sphear (Dianto)
- Lylat Wars (Falco Lombardi, Wolf O'Donnell)
- Mega Man Zero 3 (Tretista Kelverian)
- Metal Gear Solid 3: Snake Eater (The Pain)
- Naruto Shippuden: Ultimate Ninja Storm 2 (Killer Bee)
- Naruto Shippuden: Gekitou Ninja Taisen! EX Special (Killer Bee)
- Naruto Shippuden: Ultimate Ninja Storm Generations (Killer Bee)
- Naruto Shippuden: Ultimate Ninja Storm 3 (Killer Bee)
- Naruto Shippuden: Ultimate Ninja Storm Revolution (Killer Bee)
- Naruto Shippuden: Ultimate Ninja Storm 4 (Killer Bee)
- Naruto to Boruto: Shinobi Striker (Killer Bee)
- Naruto x Boruto Ultimate Ninja Storm Connections (Killer Bee)
- Ninja Gaiden (Gamov)
- Oninaki (Zephyr)
- Persona 4 (Daidara)
- Persona 5 (Munehisa Iwai)
- Persona 5 Royal (Munehisa Iwai)
- Raidou Remastered: The Mystery of the Soulless Army (Detective Kazama)
- Romancing SaGa (Strom)
- Ryu ga Gotoku Online (Sohei Dojima)
- Samurai Warriors (Goemon Ishikawa)
- Samurai Warriors 2 (Yoshihiro Shimazu)
- Samurai Warriors 3 (Yoshihiro Shimazu)
- Samurai Warriors 4 (Goemon Ishikawa, Yoshihiro Shimazu)
- Samurai Warriors: Spirit of Sanada (Goemon Ishikawa, Yoshihiro Shimazu)
- Sakura Wars: In Hot Blood (Silver Rasetsu)
- Shenmue (Charlie)
- Shin Megami Tensei: Digital Devil Saga (Mick the Slug)
- Shining Force Neo (Rhinos)
- Shining Wind (Jin-Crow)
- Shining Blade (Jin-Crow)
- Shining Ark (Hans)
- Star Fox: Assault (Falco Lombardi)
- Star Gladiator: Episode: I - Final Crusade (Franco Gerelt, Zelkin Fiskekrogen)
- Star Ocean: Till the End of Time (Shelby)
- Summon Night 2 (Esgld, Augo, Gareano)
- Super Dodge Ball (Shinji)
- Super Robot Wars Alpha 2 (Goldymarg, Geki Hyuuma)
- Super Robot Wars Alpha 3 (Goldymarg)
- Super Robot Wars OG: Original Generations (Murata)
- Super Robot Wars Z (Yassaba Jin)
- Super Robot Wars Z2: Destruction Chapter (Garry Gordon)
- Super Robot Wars Z2: Rebirth Chapter (Arthur Goodman)
- Super Robot Wars T (Goldymarg)
- Super Robot Wars 30 (Goldymarg)
- Super Smash Bros. Melee (Falco Lombardi)
- Super Smash Bros. Brawl (Falco Lombardi, Little Mac)
- Super Smash Bros. per Nintendo 3DS e Wii U (Falco Lombardi, Mago Incubo)
- Super Smash Bros. Ultimate (Mago Incubo)
- Tenchu: Stealth Assassins (Onikage)
- Tenchu 2: Birth of the Stealth Assassins (Onikage)
- The 3rd Birthday (Thelonius Cray)
- The Legend of Heroes: Trails from Zero (Garcia Rossi)
- The Legend of Heroes: Trails to Azure (Garcia Rossi)
- The Legend of Heroes: Akatsuki no Kiseki (Garcia Rossi)
- The Legend of Heroes: Trails into Reverie (Garcia Rossi)
- The Sword of Etheria (Galumn)
- Time Crisis 4 (Marcus Black, Gregory Barrows)
- Tobal 2 (Ill Goga)
- Trinity: Souls of Zill O'll (Dorado)
- Valkyria Chronicles (Largo Potter)
- Valkyria Chronicles III (Largo Potter)
- Valkyria Chronicles 4 (Dan Bentley, Largo Potter)
- Warriors: Legends of Troy (Agamennone)
- Warriors Orochi (Cao Ren, Goemon Ishikawa, Yoshihiro Shimazu)
- Warriors Orochi 2 (Cao Ren, Goemon Ishikawa, Yoshihiro Shimazu)
- Warriors Orochi 3 (Cao Ren, Yoshihiro Shimazu, Goemon Ishikawa)
- Warriors Orochi 4 (Cao Ren, Goemon Ishikawa, Yoshihiro Shimazu)
- Xenosaga Episode I: Der Wille zur Macht (Andrew Cherenkov)
- Yakuza 0 (Sohei Dojima)